# Parmeliella clavulifera
Parmeliella clavulifera är en lavart som beskrevs av P. M. Jørg. Parmeliella clavulifera ingår i släktet Parmeliella och familjen Pannariaceae.   Inga underarter finns listade i Catalogue of Life.